# Hôtel des Mille Collines

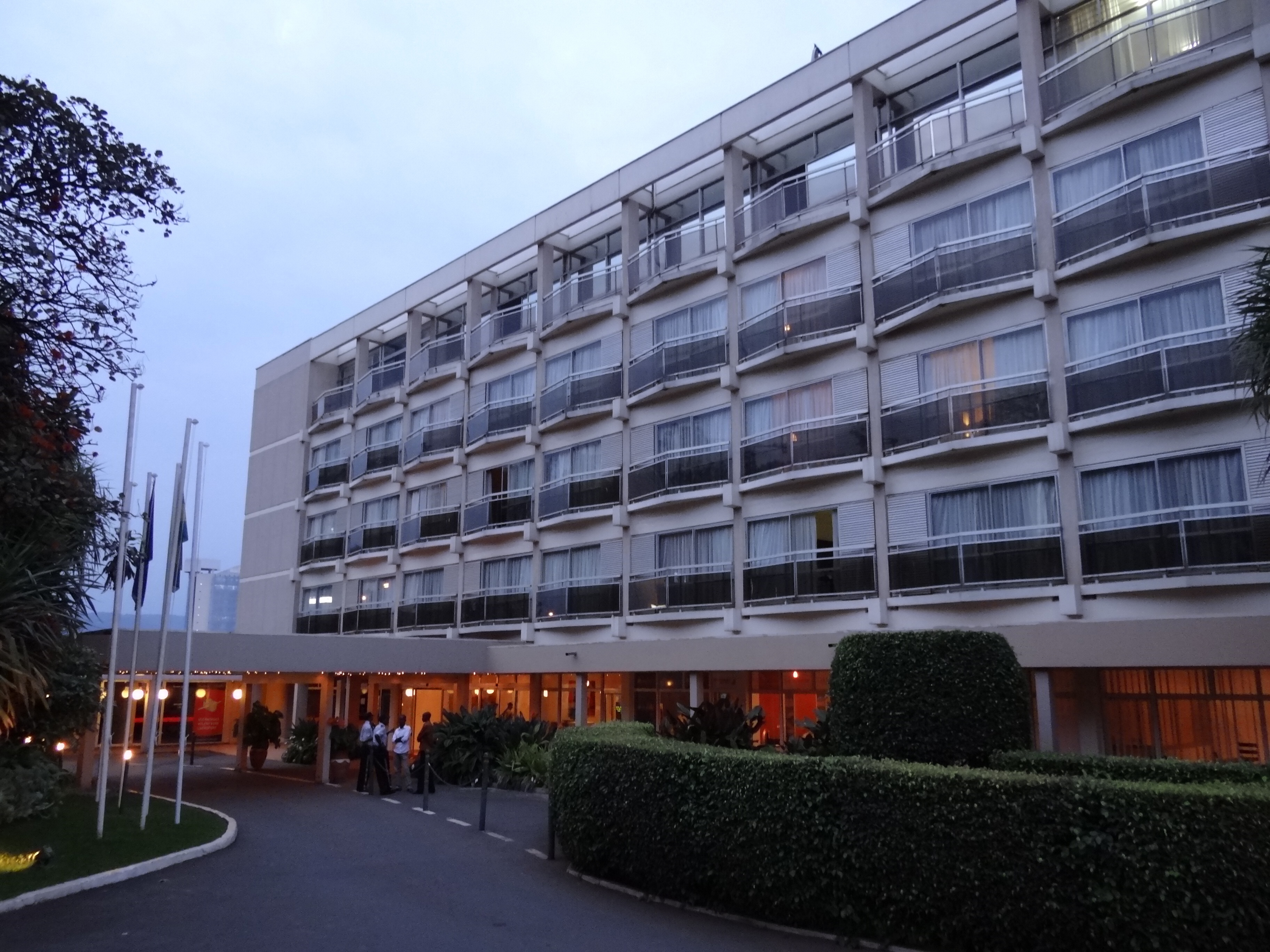
Hôtel des Mille Collines

Das Hôtel des Mille Collines ist ein 1973 eröffnetes Hotel in Kigali, das während des Völkermords in Ruanda 1994 mehr als 1200 Menschen Zuflucht und damit die Rettung vor dem sicheren Tod bot. 

## Geschichte

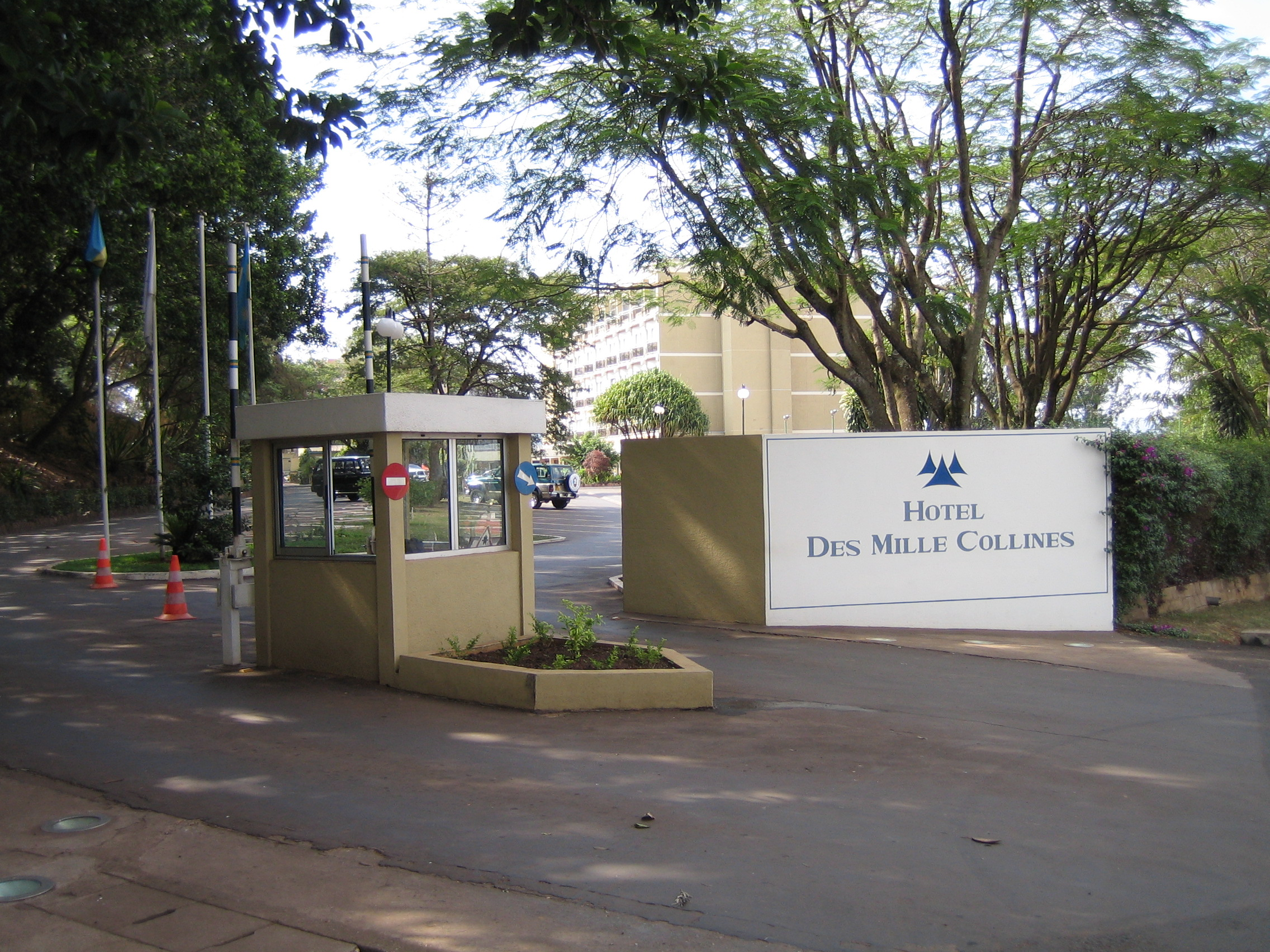
Einfahrt des Hotels

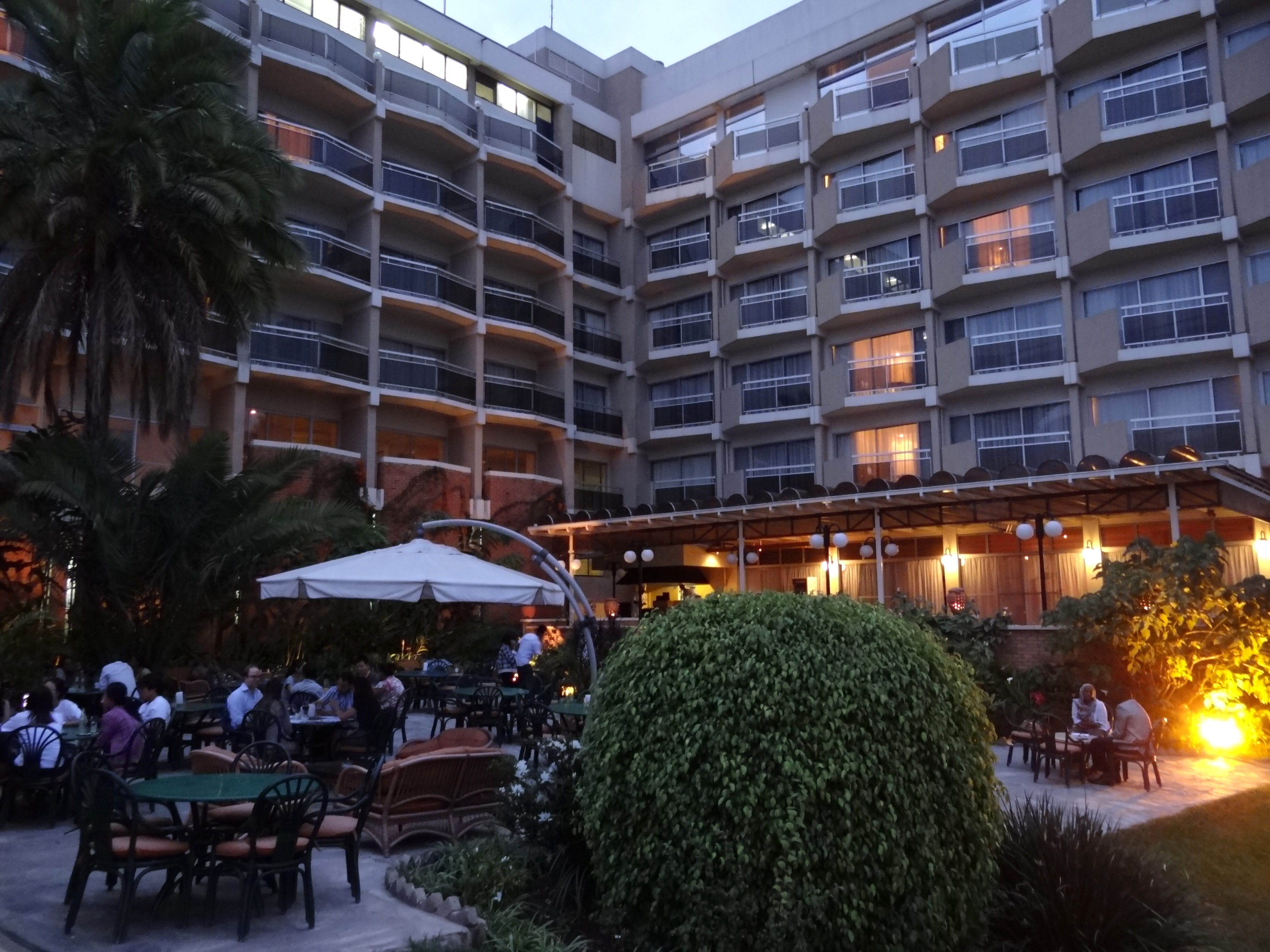
Innenhof des Hotels

Das Hôtel des Mille Collines wurde im Jahr 1973 eröffnet. 
Während des Völkermords in Ruanda im Jahr 1994 flog die belgische Fluggesellschaft Sabena, der das Hotel damals gehörte, den europäischen Manager des Hotels aus und setzte Paul Rusesabagina, den damaligen Manager des kleineren Hôtel des Diplomates als neuen Manager ein. Gemeinsam mit seiner Frau gelang es diesem, mittels Geld und Ausschanks von Alkohol die völkermordenden Hutu-Interahamwe-Milizen immer wieder davon abzuhalten, die Bewohner des Hotels zu ermorden. Er konnte damit 1268 Menschen vor dem sicheren Tod bewahren. 
Ungeklärt ist, ob die Tatsache, dass hochrangige Hutu ihre tutsistämmigen Angehörigen dort versteckten, zum Schutz des Hotels beigetragen hat. So war unter anderem der Bruder des Interahamwe-Führers Robert Kajuga im Hôtel des Milles Collines untergebracht. Außerdem gelang es Rusesabagina, die Bewohner mit Wasser – das man dem hoteleigenen Schwimmbecken entnahm, bis es leer war – und mit Lebensmitteln zu versorgen. 
Das Vier-Sterne-Hotel verfügt heute über 112 Zimmer, eine Bar/Café, drei Konferenzräume, ein Restaurant und den berühmten Swimmingpool. Der Name kommt von einem Spitznamen Ruandas, das auch Pays des Mille Collines (französisch für „Land der tausend Hügel“) genannt wird.

## Film
Die Geschichte des Hotels und seines damaligen Managers Paul Rusesabagina wird in dem Film Hotel Ruanda (2004) erzählt. Es dient ebenfalls als Schauplatz im kanadischen Liebesfilmdrama A Sunday in Kigali (2006). 